# Michael Widenius

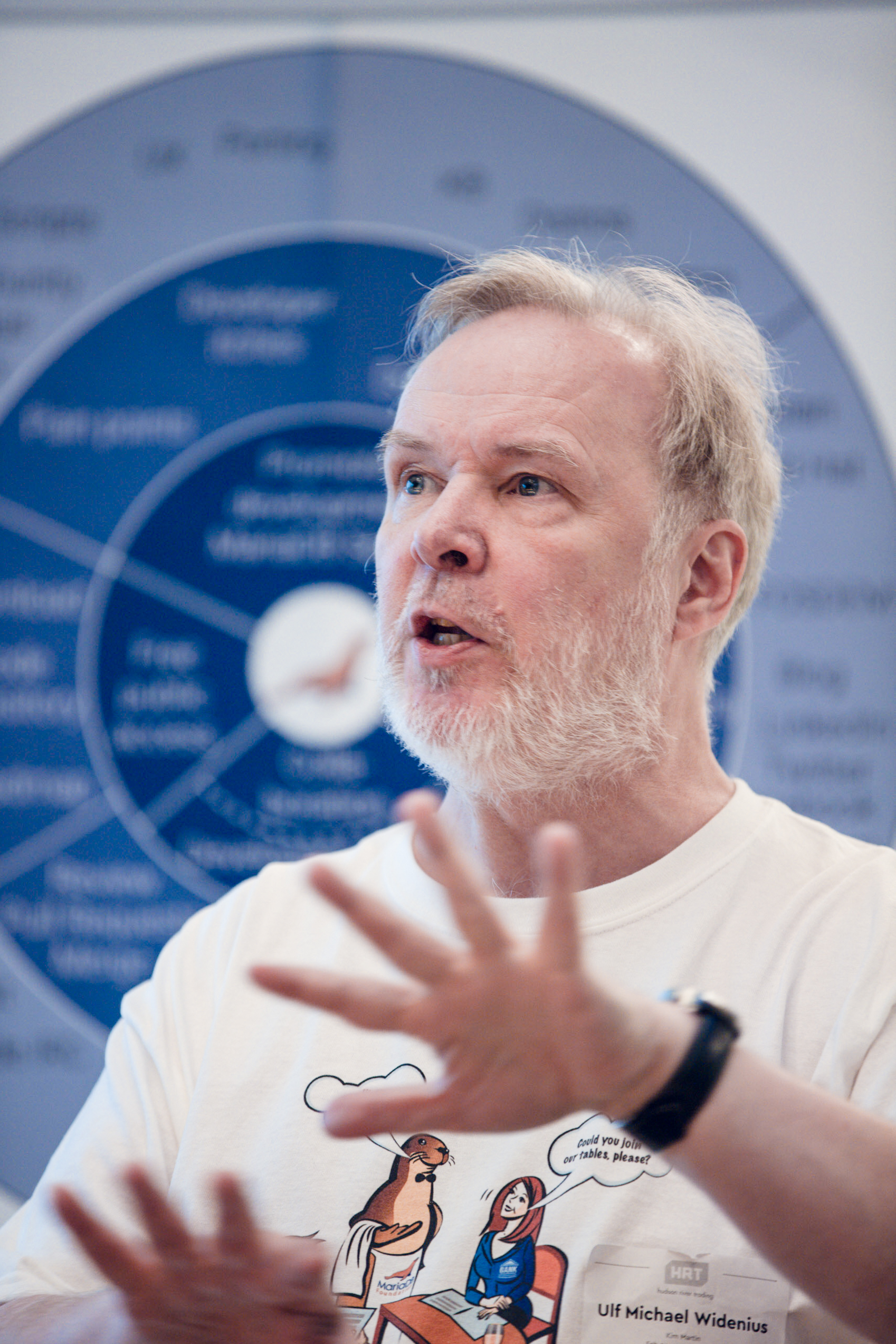
Michael Widenius (2019)

Michael Widenius, oft Monty genannt, (* 3. März 1962 in Helsinki, Finnland; vollständiger Name Ulf Michael Widenius) ist ein finnlandschwedischer Softwareentwickler. Er war der Hauptautor der Originalversion des Open-Source-Datenbankmanagementsystems MySQL und dessen Standard-Storage-Engine MyISAM sowie einer der Gründer des Unternehmens MySQL AB. 
MySQL AB wurde im Februar 2008 vom Unternehmen Sun Microsystems übernommen, das seinerseits im Januar 2010 von Oracle gekauft wurde. Monty Widenius begründete nach einiger Kritik an Oracle dann den MySQL-Fork MariaDB.

## Leben
Widenius studierte an der Technischen Universität Helsinki, die er ohne Abschluss verließ.
1995 gründete er zusammen mit seinen Kommilitonen David Axmark und Alan Larsson MySQL AB. Nachdem im Jahr 2008 Sun Microsystems MySQL AB übernommen hatte, verließ Widenius 2009 das Unternehmen aus Unzufriedenheit über Suns Release-Politik, gründete Monty Program AB, die unter seiner Führung die Weiterentwicklung des schon unter MySQL AB begonnenen MySQL-Forks MariaDB übernahm. Daneben engagiert sich Widenius in dem von ihm mitgegründeten Investmentunternehmen Open Ocean Capital.
Er hat drei Kinder, nach denen er seine Produkte benannte: Nach der ältesten Tochter My wurde MySQL benannt, sein Sohn Max gab MaxDB und MaxScale (Proxyserver) den Namen. MariaDB wurde nach seiner jüngsten Tochter Maria benannt.